# Sjavnabada
De Sjavnabada (Georgisch: შავნაბადა) is een dode vulkaan van 2929 meter boven zeeniveau in het Samsarigebergte van de Kleine Kaukasus, gelegen in het zuiden van Georgië op de grens van de regio's (mchare) Samtsche-Dzjavacheti (gemeente Achalkalaki) en Kvemo Kartli (gemeente Tsalka). 